# Сенна (фильм)
«Сенна» (англ. Senna) — документальный фильм режиссёра Асифа Кападиа, вышедший на экраны в 2010 году.

## Сюжет
Лента рассказывает о карьере знаменитого бразильского автогонщика Айртона Сенны, начиная с его первых шагов в Формуле-1 в 1984 году и заканчивая трагической гибелью десять лет спустя. 
В центре повествования — легендарное соперничество Сенны с французским гонщиком-чемпионом Аленом Простом. В фильме обширно используются записи с автогонок, видео из домашнего архива семьи Сенны, архивные интервью Сенны и Проста, а также комментарии сестры гонщика Вивианы Сенны, бывшего руководителя команды «Макларен» Рона Денниса, врача Сида Уоткинса, журналиста Джона Бисиньяно и других.

## Награды и номинации

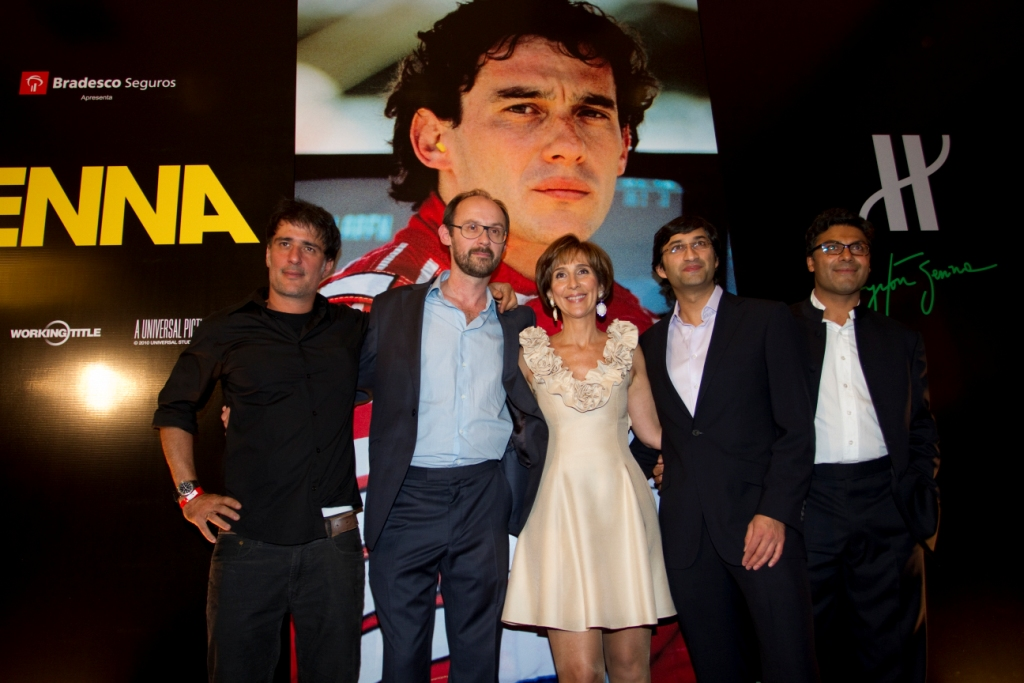
На премьере фильма

- На премьере фильма2011 — приз зрительских симпатий кинофестиваля «Санденс» за лучший документальный фильм (Асиф Кападиа).
- 2011 — премия британского независимого кино за лучший документальный фильм, а также две номинации: лучший британский независимый фильм, лучшее техническое достижение (Грегерс Солл, Крис Кинг, за монтаж).
- 2011 — приз зрительских симпатий Лос-Анджелесского, Мельбурнского и Гентского кинофестивалей.
- 2011 — попадание в список пяти лучших документальных фильмов года по версии Национального совета кинокритиков США.
- 2011 — премия «Спутник» за лучший документальный фильм.
- 2012 — премии BAFTA за лучший документальный фильм (Асиф Кападиа) и за лучший монтаж (Грегерс Солл, Крис Кинг), а также номинация в категории «лучший британский фильм».
- 2012 — премия Лондонского кружка кинокритиков за лучший документальный фильм (Асиф Кападиа).
- 2012 — номинация на премию Гильдии сценаристов США за лучший сценарий документального фильма (Маниш Пандей).